# Tubou
Tubou is een stad in Fiji en is de hoofdplaats van de provincie Lau in de divisie Eastern.